# Matthias Buse
Matthias Buse (Zittau, RDA, 3 de marzo de 1959) es un deportista de la RDA que compitió en salto en esquí.
Ganó dos medallas en el Campeonato Mundial de Esquí Nórdico, oro en 1978 y plata en 1984.

## Palmarés internacional
| Campeonato Mundial | Campeonato Mundial | Campeonato Mundial | Campeonato Mundial |
| Año                | Lugar              | Medalla            | Prueba             |
| ------------------ | ------------------ | ------------------ | ------------------ |
| 1978               | Lahti (Finlandia)  | Medalla de oro     | TN individual      |
| 1984               | Engelberg (Suiza)  | Medalla de plata   | TG por equipo      |